# Geschiedenis van de prostitutie in Amsterdam
Dit artikel geeft een overzicht van de geschiedenis van de prostitutie in Amsterdam.

## Ca. 1400 – 1578: pogingen tot regulering
Zie ook: Geschiedenis van de prostitutie

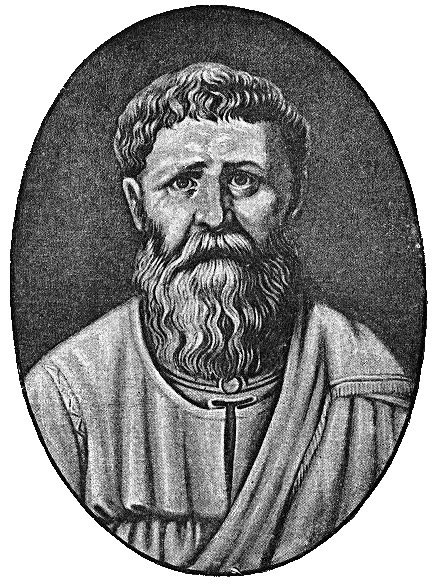
Augustinus van Hippo (354-430): "verwijder de hoeren uit de samenleving, en je zorgt ervoor dat de zinnelijke lusten alles totaal zullen ontregelen".

De houding van de christelijke kerk, ook in Nederland, tegenover prostitutie was nog altijd die van Augustinus (5e eeuw) en Thomas van Aquino (13e eeuw): prostitutie is wel verwerpelijk, maar toch ook noodzakelijk om eerbare vrouwen te vrijwaren van verkrachting en maagdenschennis.
Rond 1400 waren er in Amsterdam "hoerhuizen" en ook badstoven, luxe badhuizen die meestal functioneerden als bordeel of rendez-voushuis. Een Amsterdams keur van 1413 stelde de badstoofhouder strafbaar die in zijn badstoof een man en vrouw, die niet bij elkaar hoorden, bij elkaar liet slapen. Dit keur bedreigde ook "enich wyf van lichten levene" die met een man, zijnde niet haar echtgenoot, zich in de kerk, of op het kerkhof ophield, of met hem at of sliep, met het verlies van een oor. Deze straf werd tot 1650 werkelijk toegepast.
In de 15e eeuw namen koophandel en scheepvaart in Nederland sterk toe, en het land stond open voor buitenlanders die hier hun nijverheid of ander bedrijf kwamen ontplooien. Stoven, verwarmingslokalen voor het volk, werden plaatsen van prostitutie. Een keur van 1478 klaagde over het opduiken van een groot aantal herbergen en openbare hoerhuizen en over het bestaan van koppelaarsters die boodschappen aan "eerzame vrouwen" overbrachten en deze verleidden tot een "oneerbaar en zondig leven". Het keur gaf anderzijds toe, dat men in een koopstad als Amsterdam lichte vrouwen niet kon ontberen, en bepaalde daarom, dat alleen dienaren van de schout nog hoerhuizen mochten houden, en dit alleen in de Pijl- en Halsteeg.
Een keur van 1509 herhaalde dat prostituees alleen in de Pijl- en Halsteeg mochten wonen, maar gaf schoutsdienaren de bevoegdheid, ook burgers toe te staan in deze stegen hoerhuis te houden. Getrouwde mannen echter die in een hoerhuis werden betrapt met een andere dan hun eigen vrouw riskeerden de boete van 20 pond gouden kronen of "op de kaak te worden gesteld". Ondanks die poging van het stadsbestuur de hoerhuizen te beperken tot de Pijlsteeg en Halsteeg kwam in de loop van de zestiende eeuw het zwaartepunt van de Amsterdamse prostitutie in de Nes en Pieter Jacobsdwarsstraat te liggen.

## 1578 – 1700: verbieden, maar tolereren
Op 26 mei 1578 kwam Amsterdam onder het bestuur van gereformeerden, die hoererij strikt afwezen. Direct verboden de Heren Burgemeesters aan hun dienaren (zie boven) "het oude onbehoorlick ghebruyck van tappen, vrouwen te houden", en boden hun, ter compensatie, een hoger maandsalaris. De geordende bordelen verdwenen dus.
Een keur van 20 augustus 1580 spreekt daarna over de "schandelijke aangelegenheid" van "de onreinheid der hoereije", en beveelt bestraffing van mensen die koppelarij uitoefenen en aan gehuwde lieden gelegenheid tot overspel geven: bij eerste overtreding met terechtwijzing en boete, bij de tweede keer met geseling en verbanning. Ook hoeren en hun klanten werden strafbaar gesteld. De ideeën en gebruiken van het volk bleven echter nog tot circa 1700 gekenmerkt door de middeleeuwse tolerantie op seksueel vlak. Wel werd het gemeengoed om geslachtsziekten te beschouwen als straf van God voor onkuis gedrag.
Amsterdam werd deze eeuw overspoeld door kooplieden, varensgezellen en avonturiers, hetgeen een groot prostitutieaanbod uitlokte. Kroegen en herbergen waren de ontmoetingsplaatsen voor hoeren en hun klanten
In de 17e eeuw ontstonden ook de muziek- of speelhuizen of "musico's", waar muzikanten speelden, ter ontspanning van reizigers en zeelieden, en waar prostituees zich bij de bezoekers aandienden. De overheid tolereerde deze huizen, hoewel er in 1629 nog wel een keur tegen was uitgevaardigd er mocht echter maar een beperkt aantal vrouwen aanwezig zijn. Kennelijk hadden de musico's soms ook kamertjes beschikbaar voor afzondering.
Voor de lagere volksklassen was de "oneerlijke herberg", ook wel "ravothuis" genoemd, de aangewezen plaats. 'Oneerlijk' sloeg op het ontduiken van stedelijke accijns én op het functioneren als bordeel. Vaak had de kroegbaas een overeenkomst met de hoerenwaardin dat zij met haar meisjes tot sluitingstijd in de zaak bleef en de meisjes pas dan probeerden het contact met een klant ergens anders voort te zetten, bijvoorbeeld ten huize van de hoerenwaardin. Dan waren er nog de kleinere danshuizen, "migchelkitten"; genaamd. en de zogenaamde wijnhuizen, die bezocht werden door straatprostituees.
Hoeren waren vaak getrouwd met een zeeman, wilden niet dat hun hoererij in eigen kring bekend werd, en hoereerden dus in een ander deel van de stad. Op een 'Lijst van Camernumphies' uit 1675 staan adressen, verspreid door heel Amsterdam, van 67 hoerhuizen en hoerenwaardinnen en -waarden, 66 zelfstandig wonende hoeren en 18 speelhuizen. Vermoedelijk waren er zo'n 1.000 hoeren werkzaam in de stad. Er was in de musico's en kroegen een grote menging van maatschappelijke rangen en standen, zodat hoeren uit de volksklassen profiteerden van de koopkracht van de rijkere bezoekers.
De gereformeerde kerkenraden dwongen zedelijke verordeningen af, en drongen er bij het stadsbestuur op aan, op te treden tegen de strafbare hoererij. Een keur uit 1616 verbiedt aan Joden geslachtsgemeenschap te hebben met een Christin, zelfs al was die een prostituee. Een keur uit 1629 verbiedt vrouwen, oud of jong, al of niet getrouwd, om dansscholen te bezoeken, om zo "allerlei onkuischheden" te voorkomen.
Burgemeesters en schout legden klachten over hoererij echter vaak naast zich neer. Gehuwde hoerenklanten werden wel vervolgd; hun straf varieerde van een afkoopsom tot eerloosverklaring en vijftig jaar verbanning. Af en toe hield de politie een razzia in de speelhuizen. Vrouwen daar aanwezig kregen dan bij hun eerste aanhouding slechts een waarschuwing; bij herhaling werden zij enige tijd in het Spinhuis (= de vrouwengevangenis) geplaatst.

## 18e eeuw: strengheid naast tolerantie
In burgerkringen nestelde zich in de 18e eeuw een preutsere seksuele moraal die prostitutie streng afkeurde. In 1706 werd voor het eerst een hoerenwaardin 'op de kaak' tentoongesteld, en vanaf 1722 werden hoerenwaardinnen in het openbaar gegeseld; dure kleding van de hoeren, vaak eigendom van de waardinnen, werd geconfisqueerd. Investeren in speelhuizen werd ook riskanter; rond 1720 verdween een aantal grote speelhuizen, en kleinere hoerhuizen waar een waardin woonde met een of twee hoeren afficheerden zich minder nadrukkelijk.
Gaandeweg deze eeuw wilden de speelhuizen de armelijke hoeren van de hoerenwaardinnen niet meer binnen hebben, zorgden zelf voor vrouwen die ze in de kleren staken, en organiseerden ruimten waar zij zich konden afzonderen met klanten.
Na 1770 ontstonden fraai verbouwde nieuwe speelhuizen en andere gelegenheden met wel 20 à 30 hoeren in huis; door mannen gedreven bordelen, waarin flink was geïnvesteerd. Bordelen de Pijl in de Pijlsteeg en de Fontijn op de Nieuwmarkt hadden tot dertig vrouwen in dienst. Bordeelhouder Jan Banes uit de Pijlsteeg verdiende goed, en veroorloofde zich op den duur een buitenplaats aan de Haarlemmerweg en een eigen rijtuig.
Door heel Amsterdam woonden ook zelfstandig werkende prostituees; pruikenmakers, kappers en mode- en galanteriekramers of -winkeliers. fungeerden dan als koppelaars voor prostitutie.

## 1811 – 1813: de Franse aanpak
Rond 1800 waren zogenaamde speel-, muziek- of danshuizen of musico's soms herkenbaar aan een gekleurde lantaarn aan de deur. De vele bordelen waren verspreid door de hele stad. In de belangrijke muziekhuizen de Pijl en de Fontijn waren meestal zo'n veertig hoeren aanwezig, en er waren meer grote bordelen met meer dan 15 meisjes. Rond 1820 telde Amsterdam behalve de bordelen ook zo'n 160 nachthuizen en nachtkelders, vooral vele in de Nes, die met schelle muziek klanten binnenlokten waar 'gedienstige meiden' wachtten.
De Fransen, die sinds 1795 de Nederlanden overheersten, schaften in 1809 alle oude plaatselijke verordeningen af Vanaf 1811 voerden ze plaatselijke politiemaatregelen in naar Frans voorbeeld. Houders van publieke- of muziekhuizen of zgn. stille huizen waar prostituees – dit woord kwam pas in de 19e eeuw in zwang – inwonend waren, en de prostituees in die huizen zelf, moesten zich ter inschrijving melden bij de politie.
De prostituees kregen een rode kaart waarmee ze zich tweemaal per week bij de politiechirurgijn moesten melden ter medisch onderzoek, waarbij zij 15 stuivers moesten betalen. Bleek een prostituee geslachtsziek dan werd haar rode kaart afgenomen en kreeg ze een witte waarop haar ziekte vermeld stond. en mocht ze haar prostitutie niet uitoefenen. Zieke prostituees kregen dan gratis geneesmiddel, gevaarlijke zieken werden opgenomen in het Buitengasthuis.
Het officiële doel van dit systeem – dat werd aangeduid als 'de reglementering' – was bestrijding van geslachtsziektes. In Amsterdam waren volgens dit systeem 700 à 800 prostituees ingeschreven. Een prostituee die zich onttrok aan dit systeem werd enkele dagen of weken opgesloten in het "verbeterhuis". Als een bordeelhouder zich niet aan deze regels hield werd zijn bedrijf gesloten.

## 1813 – 1840: politie disciplineert bordelen

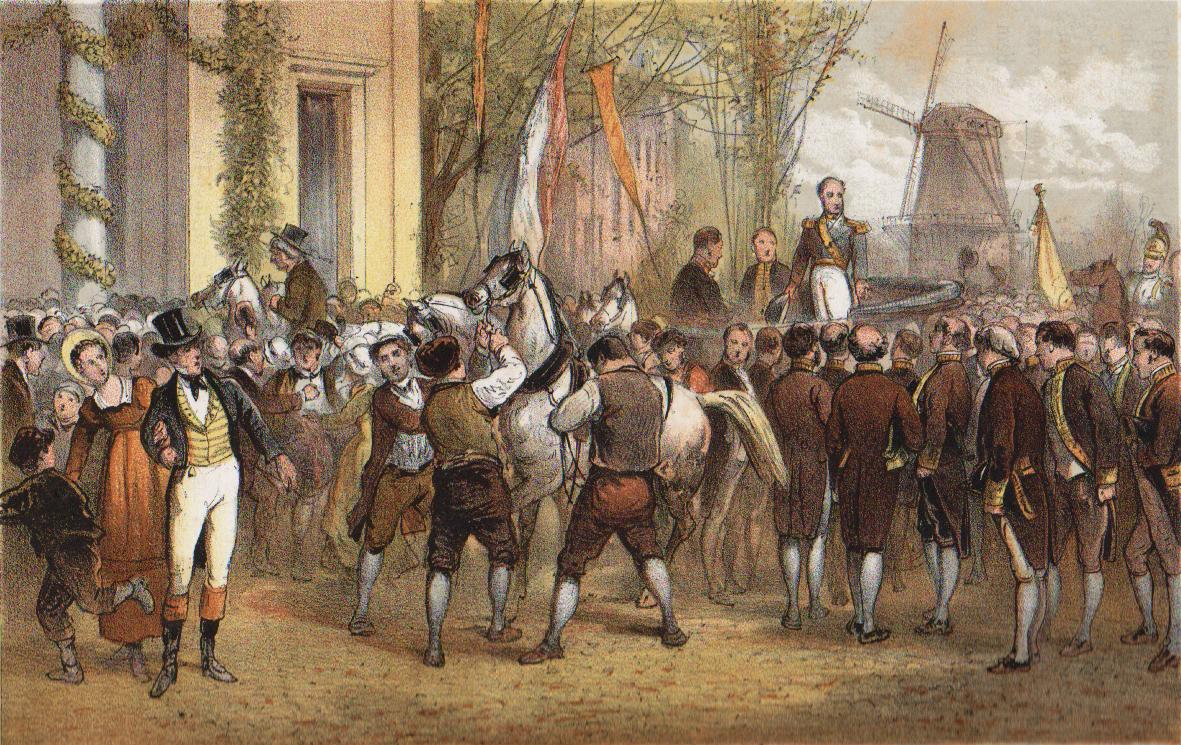
Aankomst van koning Willem I in Amsterdam op 2 december 1813.

In 1813 trokken de Fransen uit eigen beweging weg uit Nederland. Nederland werd een soeverein vorstendom.
De Amsterdamse politie ging door met registreren en disciplineren van prostituees en bordeelhouders en herbergen met inwonende prostituees. nu zonder juridische grondslag. Bordeelhouders moesten een schriftelijke vergunning van de politie hebben om bordeel te mogen houden. De bordeelhouder moest zijn prostituees wekelijks door een chirurgijn laten onderzoeken, en het verslag van de chirurgijn van dat medisch onderzoek inleveren bij de politie.
In 1839 bleek dat de Amsterdamse politie vermoedelijk tientallen jaren duizenden guldens per jaar illegaal had bijverdiend door aan prostituees allerlei registratiekosten in rekening te brengen.
De nationale overheid was in 1816 van mening dat veel militairen besmet waren met geslachtsziekten, schreef dat toe aan gebrekkige gezondheidsmaatregelen van overheden, en verzocht aan de gemeentes een rapport van datgene wat zij reeds deden om geslachtsziekten te bestrijden.
Amsterdam schreef in augustus ten antwoord aan koning Willem I:
- Amsterdam kent ongeveer 3.000 prostituees;
- Een verplichte keuring van prostituees zoals onder het Franse bestuur wijzen wij af, want het zou het kwaad van de prostitutie verder aanmoedigen.
In 1828 adviseerde de regering de gemeenten opnieuw, een reglement betreffende de 'stille huizen, speelhuizen en publieke vrouwen' aan te nemen. Amsterdam reageerde aan de minister opnieuw afwijzend: een reglement betreffende prostitutie zou nooit de indruk mogen wekken dat "het schandelijke bedrijf" ook maar enigszins zou worden geduld en goedgekeurd.
In 1840 stelde echter ook de politiechef voor, reglementen op te stellen om de bordelen beter te kunnen houden binnen de grenzen van een stille en geen aanstoot gevende uitoefening van hun bedrijf.

## 1840 – 1878: gemeenteraad weigert reglementering
In 1852 telde Amsterdam volgens politie-archieven 131 bordelen met 325 prostituees, en daarnaast 240 op zichzelf wonende publieke vrouwen, straatprostituees en 'dansmeiden'.
Daarnaast waren er nog steeds nachthuizen en nachtkelders, met erotisch vertier.
Rond 1860 had Amsterdam drie dure bordelen: Maison Weinthal (Nieuwezijds Voorburgwal), Madame Fatma (Spuistraat) en het Groene Paleis (Rokin). Grote bordelen waren er verder op 'de Walletjes', aan de Binnen Amstel en in stegen tussen Damrak en Nieuwendijk; gelegenheden met slechtere reputatie waren er in sloppen tussen Nieuwezijds Voorburgwal en Nieuwendijk. In 1868 had Amsterdam volgens de politie ongeveer 90 bordelen.
In 1860 ontwierp het Amsterdamse college van b en w een concept-verordening betreffende prostituees en bordelen. De gemeenteraadsvergadering van 30 januari 1862 verwierp de verordening met 20 tegen 9 stemmen.

## Hercriminalisering

### Christenen tegen bordelen (1878 – 1889)

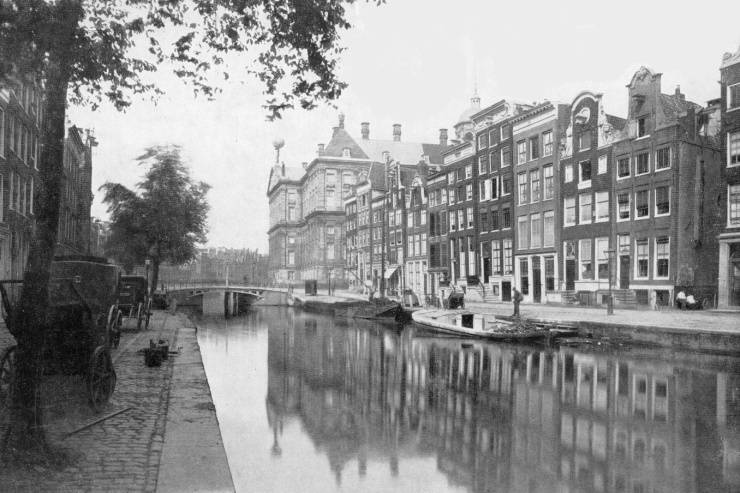
De Nieuwezijds Voorburgwal rond 1883.

De in 1878 of 1879 opgerichte 'Nederlandsche Vereeniging tegen de Prostitutie' stelde, dat de overheid de huizen van ontucht moest sluiten. In 1882 telde Amsterdam volgens de politie 68 bordelen met 170 prostituees.
In 1883 werd in de Amsterdamse APV vermeld: houders van een bordeel of rendez-voushuis moeten binnen acht dagen na oprichting of verplaatsing daarvan de politiecommissaris daarvan verwittigen.
Vanaf 1884 was ook de 'Nederlandsche Vrouwenbond ter verhooging van het zedelijk bewustzijn' actief, als vrouwelijke tegenhanger van de NVP. Deze orthodox-protestantse prostitutiebestrijders organiseerden buurtvergaderingen, die resulteerden in klachten van overlast bij de burgemeester. Daarop werd het APV-artikel uit 1883 aangescherpt.

Op 7 mei 1884 luidde APV artikel 223: 
Het is niet geoorloofd een bordeel of rendez-voushuis op te richten, of te verplaatsen, of een zoodanig, na het in werking treden dezer verordening opgericht, of verplaatst huis te houden, indien niet van het voornemen tot oprichting, of verplaatsing daarvan aan Burgemeester en Wethouders schriftelijk is kennis gegeven.
De protestants-christelijke jongemannen van de in 1888 te Amsterdam opgerichte 'Nederlandsche Middernachtzending Vereeniging' posteerden zich 's nachts voor de bordelen en probeerden met Bijbelteksten en stichtelijke liederen de klanten op andere gedachten te brengen.

Na 1881 zetten sommige bierhuizen en tapperijen buffetjuffrouwen of kelnerinnen in die moesten animeren of zich prostitueerden. In februari 1889 werd aan de APV artikel 162x (tussen 162 en 163) toegevoegd, het zgn. tippel- en vigeleerverbod: 
Het is aan vrouwen verboden:
1º op stoepen of in de deuren van bordeelen, rendez-vous-huizen, tapperijen, bierhuizen, of andere voor het publiek toegankelijke huizen, waar men gelagen zet, post te vatten, of, zich binnen die inrichtingen bevindende, door eenigerlei handeling of vertooning de aandacht der voorbijgangers tot zich te trekken;

2º op den openbaren weg vóór of in de nabijheid der onder 1º genoemde inrichtingen, of op de hoeken van straten, of stegen, waarin dergelijke inrichtingen zijn gevestigd, stil te staan, of zich aldaar heen en weer te bewegen, nadat haar door een ambtenaar der politie gelast is, zich te verwijderen."
De laatste decennia van de eeuw werden krotten- en sloppenwijken tussen Oudezijds Voorburgwal en Dam, waar prostitutie nestelde, gesloopt. In 1888 telde hoofdcommissaris Van Doesburgh in Amsterdam nog drieënveertig bordelen.

### Bordeelverbod in twee pogingen (1897, 1902)
Elf gemeenteraadsleden stelden op 26 februari 1895 een gewijzigd artikel 162 van de APV voor, om de (openbare) huizen van ontucht, zoals bordelen en rendez-vous-huizen, te verbieden.
Op 18 december 1895 benoemde de gemeenteraad daarop eerst een commissie, die de omvang en aard der prostitutie moest nagaan. De politie meldde begin 1896 aan de commissie negentien bordelen, 17 rendez-vous-huizen, en 139 verdachte bierhuizen en logements en cafés-chantants.
Het Bevolkingsregister telde volgens de commissie echter 228 huizen van ontucht met 1.030 publieke vrouwen. De commissie-Voûte concludeerde 20 januari 1897 in haar rapport dat in de dertien door haar bezochte bordelen "de prostituees feitelijk beschouwd kunnen worden als slavinnen" die, als zij niet meer geschikt zijn voor het werk, "tegen een som die grootendeels bepaald wordt door de geldelijke schuld die op haar hoofd rust, worden overgedaan" aan de eigenaar van een ander bordeel. De commissie stelde, dat de rechtsbevoegdheid van de gemeenteraad hem slechts toestond de bordelen/rendezvoushuizen die bij oprichting of verplaatsing waren aangemeld bij de politie, te verbieden.
Op 1 juli 1897 besloot de gemeenteraad tot een bordeelverbod in APV artikel 178  of 177:
Het is verboden een openlijk huis van ontucht te houden of tot het houden daarvan als mededader op eenigerlei wijze mede te werken. Als houder wordt aangemerkt, de huurder, gebruiker, of degene, die dezen vertegenwoordigt", en artikel 177x: "Onder openlijk huis van ontucht wordt verstaan elke inrichting, waarin door hem, die daarover de beschikking heeft, desbewust, hetzij bij herhaling, hetzij uit winstbejag, aan anderen gelegenheid wordt gegeven om onderling ontuchtige handelingen te plegen."
De bordeelhouders vormden hun inrichtingen echter om tot hotels, mode-ateliers, pensions, kamerverhuurbedrijven, of strijkinrichting etc., schreven de prostituees in als kamermeisje of dienstmeisje, en zetten het bedrijf op de oude voet voort.

In bepaalde wijken van de stad kwam het eind negentiende eeuw inmiddels al voor dat vrouwen zich aan de deur van hun eigen woning aan passerende mannen aanboden. Bedoeld als meer afdoende maatregel tegen de bovengenoemde verkapte bordelen, alsook tegen de inrichtingen met kelnerinnen die zich prostitueerden, nam de raad op 20 februari 1902 artikel 183 op in de APV: 
Het is verboden in eenige inrichting, waarover men de beschikking heeft, hetzij bij herhaling, hetzij uit winstbejag, aan anderen de gelegenheid te geven om onderling ontuchtige handelingen te plegen".
Op 20 juni 1902 werd het zeer bekende bordeel Maison Weinthal door de politie met groot machtsvertoon dichtgespijkerd. De overige bordelen werden daarna op aanzegging van de politie vrijwillig door de houders ontruimd.

### Raamprostitutie gedoogd, daarna verboden (1902 – 1940)
Huizen met prostituees werden na 1902 door de politie op enkele plaatsen getolereerd, onder andere rond het Oudekerksplein. Die prostituees maakten alleen met een tikje op de ruit contact met de klanten. Enkele prostitutiehuizen namen het uiterlijk aan van sigarenwinkel, gedreven door een of twee publieke vrouwen. Na 1902 werd ook de nieuwe wijk 'De Pijp' bekend als nieuw centrum van prostitutie.

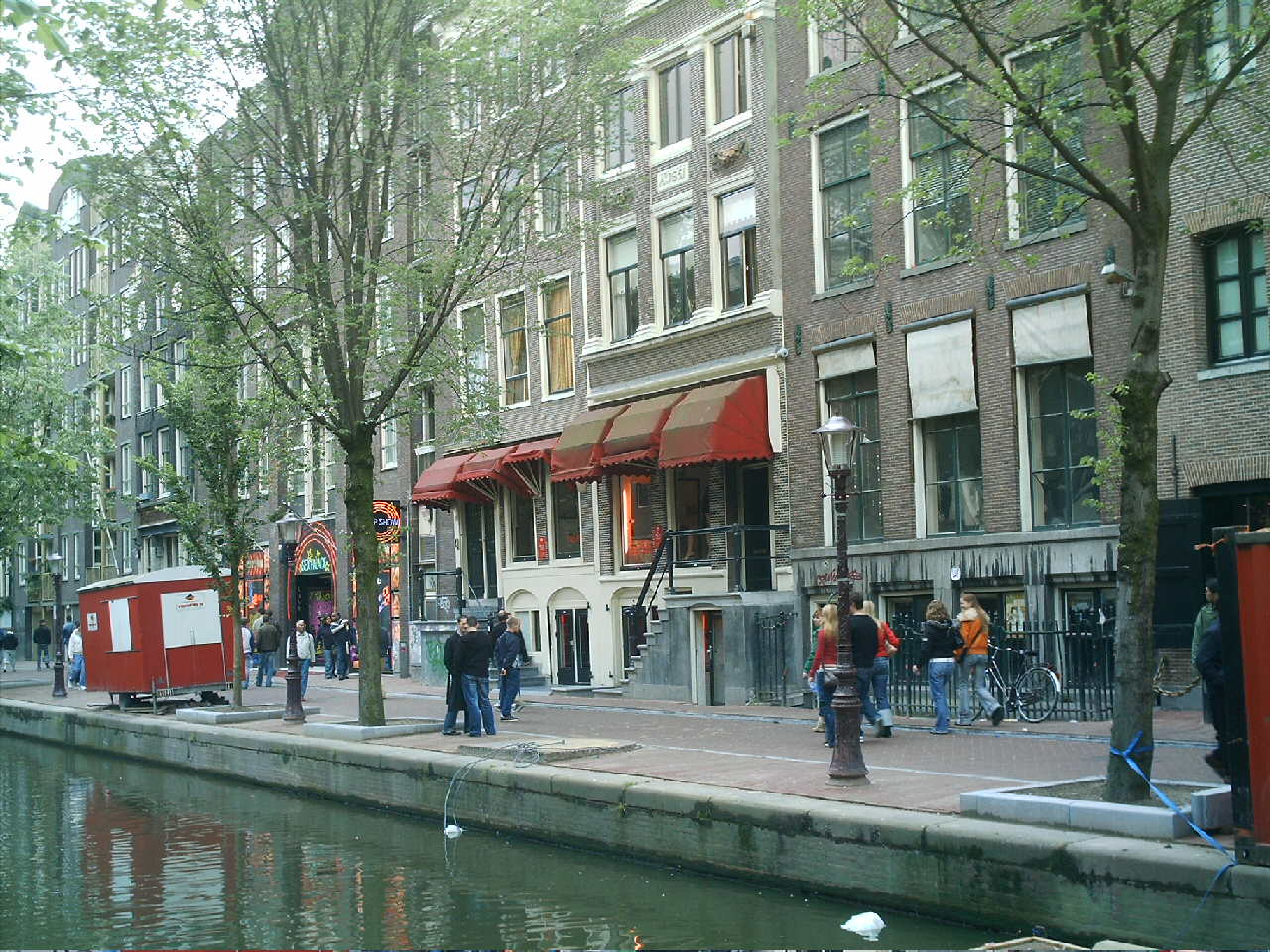
Ergens in de Amsterdamse rosse buurt.

Het landelijk WvS art. 250bis ('bordeelverbod') van 1 januari 1912 bleek praktisch minder bruikbaar dan voorheen de APV-artikelen, waarna Amsterdam in 1919 die oude bepalingen herstelde, nu als APV art. 245 en 246. In 1920 telde de gemeente Amsterdam volgens de gemeentelijke statistiek 600 prostitutie-inrichtingen met 1.100 prostituees.
Na de Eerste Wereldoorlog verschenen in de hele stad, maar met een concentratie rond de Leidsestraat, zogenaamde massage-inrichtingen, in totaal ruim tachtig. Mondaine tijdschriften zoals De Zwarte Kat en Pan hadden wekelijkse advertentiepagina's waarop dames in eufemistische bewoordingen hun diensten aanboden, onder andere in de 'massagehuizen'. Ook valse galerieën en kunsthandels waren dekmantels In 1930 werd de bladen De Zwarte Kat en Pan wegens hun prostitutieadvertenties een verschijningsverbod opgelegd. 'Massagehuizen' wierven klanten voortaan via strooibiljetten.
Met de gemeentelijke verordeningen uit 1919 werden tussen 1927 en 1936 sluitingsbevelen uitgevaardigd tegen 23 hotels, 21 mondaine inrichtingen (cafés, bars, bierhuizen, cabarets, lunchrooms, dancings etc.) en 28 verkapte bordelen of rendez-vous-huizen. Socioloog Stemvers merkt op, dat in de periode 1918-1940 buitenechtelijke seks erg snel prostitutie werd genoemd; men was in die periode "lichtelijk paranoïde ten aanzien van dissidente zeden".
Omdat de raamprostitutie door de politie slechts in enkele buurten werd getolereerd, werden in die buurten de huurprijzen voor aan de straat gelegen kamers en souterrains zeer hoog. De politie vond dat er de taal en gebaren en kleding van de raamprostituees driester en obscener werden.
In 1935 werd een nieuw APV-artikel 259 van kracht, ter vervanging van het tippel- en vigeleerverbod uit 1889:
Het is verboden:
a. op door Burgemeester en Wethouders bij openbare kennisgeving aangewezen openbare wegen, gedurende de uren in die kennisgeving genoemd, zich heen en weer te bewegen, of zich eenigen tijd achtereen, ter beoordeling van de politie, op dezelfde plaats op te houden, nadat men van een ambtenaar der politie in het belang der openbare zedelijkheid den last heeft ontvangen, zich te verwijderen;
b. zich binnenshuis (hieronder begrepen in de huisdeur) bevindende, op eenigerlei wijze de aandacht der voorbijgangers tot zich te trekken, nadat men van een ambtenaar der politie in het belang der openbare zedelijkheid den last heeft ontvangen, dit na te laten."
Nieuw aan dit artikel is: het geldt ook voor van binnenshuis uit lonken.
Al in 1935 waren er 1547 processen-verbaal wegens artikel 259b Toch verminderde de huisprostitutie op de Walletjes nauwelijks.

## 1941 – 1963: aangescherpte verboden

Ergens in de rosse buurt.

In 1941 kreeg de zedenpolitie in de grote steden de opdracht beroepsprostituees te verplichten tot regelmatige medische controle. Bij enkele razzia's voor dat doel werden in 1941: 115 vrouwen opgepakt, en in 1943: 551 vrouwen.
Na 1945 werd prostitutie grotendeels weer uit De Pijp verdreven, uitgezonderd de Ruysdaelkade. De politie was in de jaren vijftig nog steeds van mening dat de aanmaningen krachtens het tippel- en vigeleerverbod in APV art. 259 ineffectief waren en de prostituees op de Walletjes zich steeds driester gedroegen.
In de vernieuwde APV, aangenomen in 1955,
werd het artikel tegen de tippel- en raamprostitutie verscherpt: voorafgaande waarschuwing door een politieagent van een straatprostituee is niet meer nodig, het is nu verboden zich ergens in de openbare ruimte "te bevinden met het kennelijke doel om tot het plegen van ontucht uit te lokken".
In de periode 1956-1963 werden in Amsterdam vijf raam- of caféprostituees vermoord. Tijdens de moordrechtszaak in november-december 1959 tegen de echtgenoot van de vermoorde raamprostituee Magere Jossie werd nu ook voor het grote publiek zeer duidelijk dat wetsartikel WvS 250bis grootscheeps werd overtreden, en de publieke opinie sprak over prostitutie als misstand en schande in een welvaartsmaatschappij. Het Algemeen Handelsblad kwam op 21 november 1959 met een pleidooi om prostitutie te legaliseren. Kort na het moordproces hielden zeden- en straatpolitie op de Walletjes een grote actie, waarbij bordeelhouders en oneerbaar geklede en opdringerige prostituees werden geverbaliseerd, zonder vooraf te zijn aangemaand.
Per 8 mei 1963 werd het prostitutieverbod in APV artikel 223 voor raamprostitutie verscherpt. Raamprostitutie was voortaan strafbaar zonder voorafgaande waarschuwing. Dit was volgens B en W nodig omdat het oude art. 223 "het niet mogelijk maakt[e], doeltreffend op te treden ten aanzien van de straatprostitutie".

## 1966 – 1980: tolerantie
Vanaf de jaren zestig verhulden de prostituees achter de ramen zich nog minder, de prostitutie werd openlijker. Met name vanaf 1966 werd de politie toleranter. In 1965 telde maatschappelijk werk 3.000 zittende prostituees in 500 à 600 al dan niet gecamoufleerde huizen. Vanaf 1969 werd de prostitutie op de Wallen grootschaliger, er verschenen openlijker sekstheaters, bioscoopjes, sauna's, en schreeuwerige neonreclames en affiches.
Begin jaren zeventig verschenen de eerste Surinaamse prostituees op de Wallen. Daarna volgden vrouwen uit andere Latijns-Amerikaanse landen, later uit Thailand, en weer later uit Afrika. De Mr de Graafstichting, ooit opgericht ter bestrijding van prostitutie, pleitte in 1976 voor decriminalisering en destigmatisering van prostitutie.

## 1980 – 1987: nieuwe repressie; suggesties rond 'dwang'

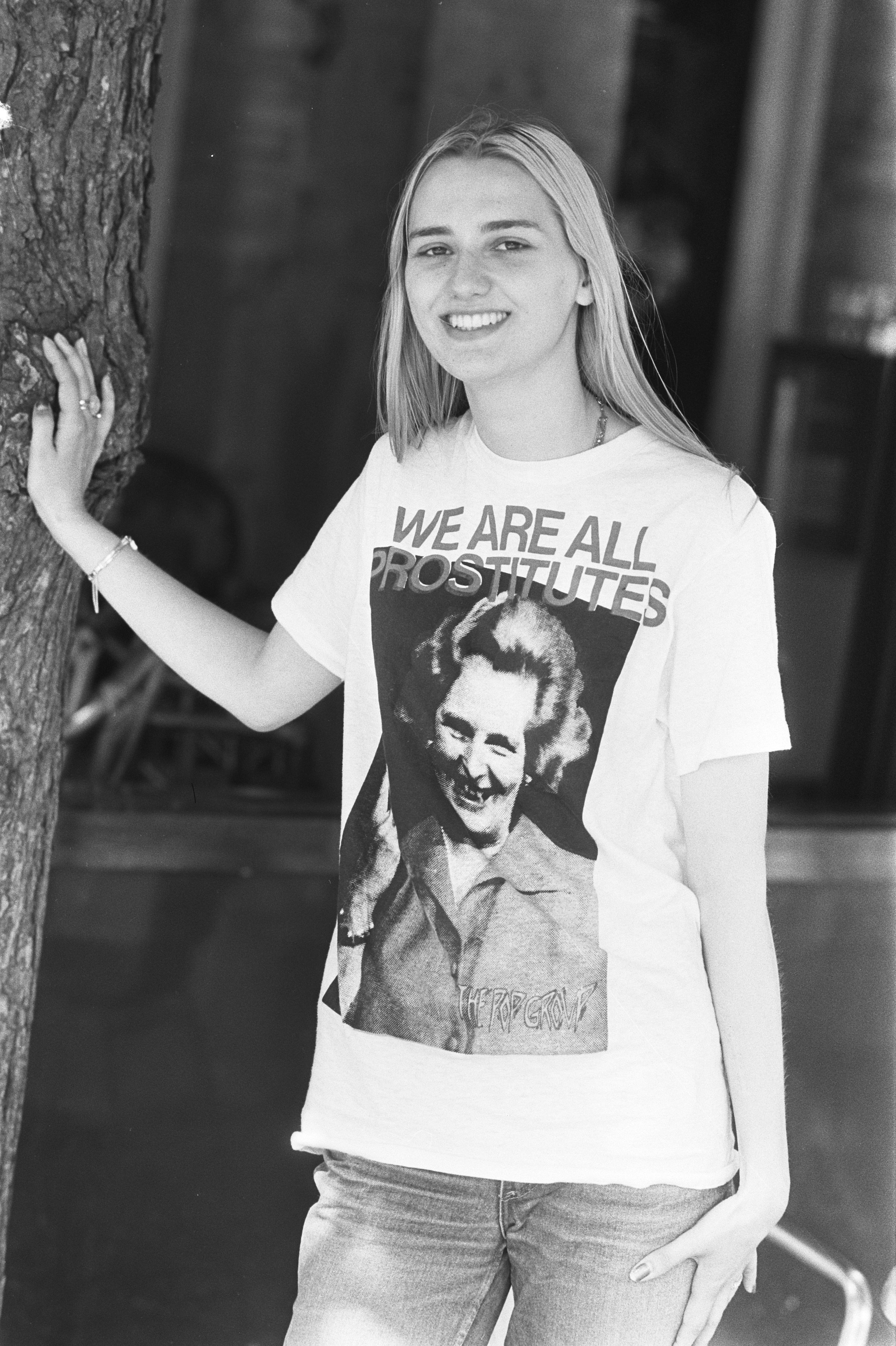
Anja van de Hoerenvakbond (1982).

In 1982 organiseerden diverse prostituees zich in een zogenaamde "hoerenvakbond". Op 16 maart 1983 publiceerde PSP-raadslid Bob van Schijndel de nota 'Prostituees uit de verdrukking': "de prostitutie gaat het gebied De Burgwallen steeds meer overheersen", schrijft hij; met een bestemmingsplan kan men "ongewenste uitbreiding van het aantal prostitutiebedrijven in een buurt voorkomen".
Op 21 september 1983 legden B en W een bestemmingsplan Burgwallen Oudezijde voor aan de raad. Het plan spreekt in de toelichting over "overlast" van de prostitutie voor buurtbewoners, en concretiseert die als: prostituanten die in auto's rijden en met autoportieren slaan, en "confrontatie met prostitutie". B en W besloten, toename van prostitutiebedrijven in het gebied niet toe te staan en de per 1981 reeds bestaande bedrijven "niet weg te bestemmen", maar onderbouwde dit alles niet. Op 16 november 1983 keurde de gemeenteraad dat bestemmingsplan goed. Op dat plan stonden vermoedelijk de panden aangegeven waar raamprostitutie plaatsvond én toegestaan bleef.
Op 21 mei 1985 presenteerden B en W van Amsterdam een preadvies betreffende prostitutiebeleid. Ze stellen: Amsterdam telt 5.000 à 6.000 prostituees; 225 (raamprostitutie)bordelen, vooral in het Burgwallengebied, wat minder in omgeving Spuistraat, en 21 in de Ruysdaelbuurt; 160 seksclubs, door de stad verspreid; circa 1.000 straatprostituees. Men gaf aan, het gemeentelijk "zogenaamde bordeelverbod" te willen gaan gebruiken om uitbreiding of verplaatsing van bordeelactiviteit tegen te gaan.
Zonder onderbouwing suggereren B en W verder in het advies: "De afhankelijke en onzelfstandige positie van veel prostituees ten opzichte van de bordeelhoud(st)er of de souteneur roept de vraag op in hoeverre er sprake is van dwang tot prostitutie" en verder over "…schijnhuwelijken … tot prostitutie gedwongen … deze mensonwaardige vorm van vrouwenhandel te bestrijden … geweld tegen prostituees…". B en W zeggen positief te staan tegenover invoering van "een vergunningenstelsel" voor prostitutiebedrijven, met name "om de positie van de prostituée te verbeteren". Op 29 mei 1985 ging de gemeenteraad akkoord met deze adviesnota.
Begin 1985 kreeg een onderzoekster de opdracht van de gemeente tot een vooronderzoek naar buitenlandse vrouwen in de Amsterdamse prostitutie. Ze sprak met politie, hulpverleningsinstellingen en anderen, en leverde dat jaar een verhaal in bij Bureau Coördinatie Vrouwenemancipatie van de gemeente Amsterdam. In het verhaal suggereert ze onder andere dat 50 à 70% van de in Nederland werkende prostituees uit Zuid-Amerika, Zuidoost-Azië en Afrika hierheen komt via "vrouwenhandel" gepaard met "ronselen" en "geweld en uitbuiting".
Op 23 maart 1987 bleek dat zogenaamde "concept rapport" uitgelekt naar Het Parool, dat het presenteerde als ware het een officieel gemeentelijk wetenschappelijk rapport: "groot deel buitenlandse vrouwen is geronseld (…) erbarmelijke omstandigheden (etc. etc.)". Op 27 of 31 maart 1987 besloten B en W daarom alsnog snel het 'rapport' te promoveren van pamflet voor intern gebruik tot officieel gemeentelijk onderzoeksrapport. Vervolgens publiceerden meer media over het 'rapport'.

## 1987 – 2005: vergunningenstelsel consolideert repressie

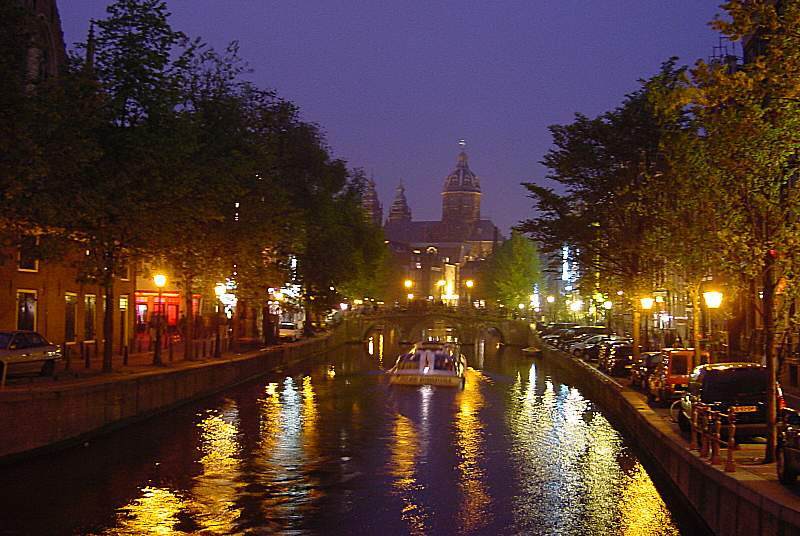
De Oudezijds Voorburgwal bij avond, met zicht op de Sint-Nicolaasbasiliek (2004).

Gemeentelijke overlegorganen zetten daarna 'misstanden', illegalen, en bedrijfsveiligheid op de agenda's, maar geen destigmatisering. De Vakbond voor prostituees De Rode Draad, opgericht in 1985, zag in de plannen te weinig aandacht voor verbetering van de positie van prostituees en keerde zich daarom tegen vervanging van het bordeelverbod door een 'vergunningenstelsel'. De meeste prostituees waren daar ook tegen, ze vreesden dat hun beroep bekend zou worden bij allerlei instanties.
Na de Val van de Muur in 1989 kwamen er veel prostituees uit Oost-Europa. Tijdens de inspraak over een voorgesteld vergunningensysteem waarschuwde de Emancipatie Adviesraad Amsterdam dat "door een bevriezingsbeleid m.b.t. prostitutiebedrijven de huurprijzen van de ramen kunstmatig hoog worden gehouden. Eventuele initiatieven van (vrouwelijke) ondernemers komen hierdoor in gedrang". Ook de Vereniging Exploitanten Relaxbedrijven wees erop dat die bevriezing leidt tot "onvoldoende ruimte voor economisch vereiste innovatie en expansie".
Rond 2000 werkten in Amsterdam in de bijna veertig seksclubs meer prostituees dan achter de ramen, en telde de stad 5.000 à 10.000 prostituees. Op 20 september 2000 nam de gemeenteraad een "vergunningenstelsel voor prostitutiebedrijven" aan, dat de sinds november 1983 bestaande gedoogsituatie bevestigde. Deze limitering van het aantal prostitutiebedrijven werd nu voor het eerst 'onderbouwd', met: "bescherming van het woon- en leefklimaat", zonder verdere onderbouwing.
Er waren toen zo'n 180 vergunningen afgegeven en één vergunningaanvraag afgewezen Pas na 2000 kwam ook het escortbedrijf onder de vergunningplicht.

## 2006 – 2009: verdere inperking wegens "criminogeen"

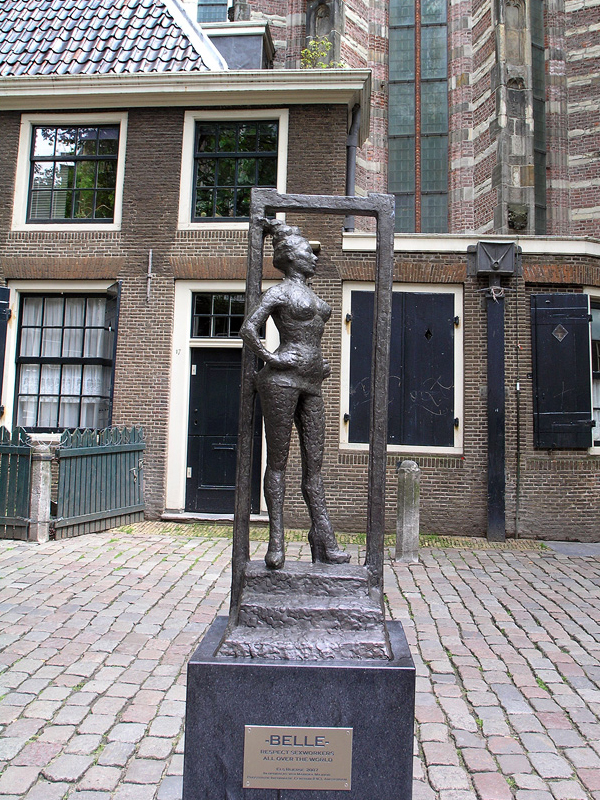
Standbeeld "Belle" van beeldhouwster Els Rijerse, sinds maart 2007 op het Oudekerksplein in Amsterdam, ter ere van de prostituees. Op de plaquette staat: Respect sex workers all over the world.

In 2006 waren er 477 prostitutieramen met vergunning in Amsterdam. In 2006 weigerde de gemeente vier raamprostitutie-exploitanten nieuwe vergunningen wegens 'het gevaar dat deze personen hun vergunningen gebruiken voor het plegen van strafbare feiten'. De kortgedingrechter besliste dat deze bordelen open mochten blijven.
In het rapport Grenzen aan de handhaving. Nieuwe ambities voor de Wallen (sept. 2007) noemt het stadsbestuur prostitutie een "criminogene (= misdaadverwekkende) functie"; en verwijst naar een niet na te trekken "onderzoek van de Nationale Recherche" dat zou bewijzen dat "dwang en geweld" in met name de raamprostitutie "schering en inslag" zouden zijn; en pleit voor verdrijving van prostitutie om plaats te maken voor "hoogwaardiger vormen van exploitatie in het gebied".
Op 17 december 2007 presenteerden B en W de nota Hart van Amsterdam. Strategienota Coalitieproject 1012’'. (Zie ook Coalitieproject 1012.) 
Deze nota verwijst naar het verwijt 'criminogeen' uit Grenzen aan de handhaving en noemt bordelen bovendien, ook zonder onderbouwing, "overlastgevend". Bovendien: prostitutie → toeristen → vraag naar drugs → drugsgerelateerde overlast → verslechtering woon- en leefklimaat, oftewel verloedering.
Al die 'onderbouwing' leidt tot het besluit tot: "ingrijpen in de huidige economische structuur", 52 raamprostitutiepanden in het Wallengebied Oude Zijde, en 10 panden in het Singelgebied, samen 192 'ramen', moeten een andere bestemming krijgen. In 2007 en 2008 kochten woningcorporaties met overheidsgeld al negentig prostitutieramen op, met de bedoeling daar de prostitutie te beëindigen.
Op 2 juli 2009 keurde de gemeenteraad bovengenoemde Strategienota Coalitieproject 1012 goed. De SP-fractie maakte daarbij bezwaar tegen kwalificaties als "criminogene sector" en 'laagwaardig' en 'kwaliteitsarm' voor de prostitutie. De overige fracties vonden die kwalificaties geen probleem, en waren positief over het verjagen van de prostitutie. In de bestemmingsplannen van september 2009 is te zien welke 119 panden in het Wallengebied Oude Zijde en 38 panden in het Singelgebied op dat moment bestemd waren voor prostitutie.

## 2010 – 2012: verdere suggesties van 'dwang'

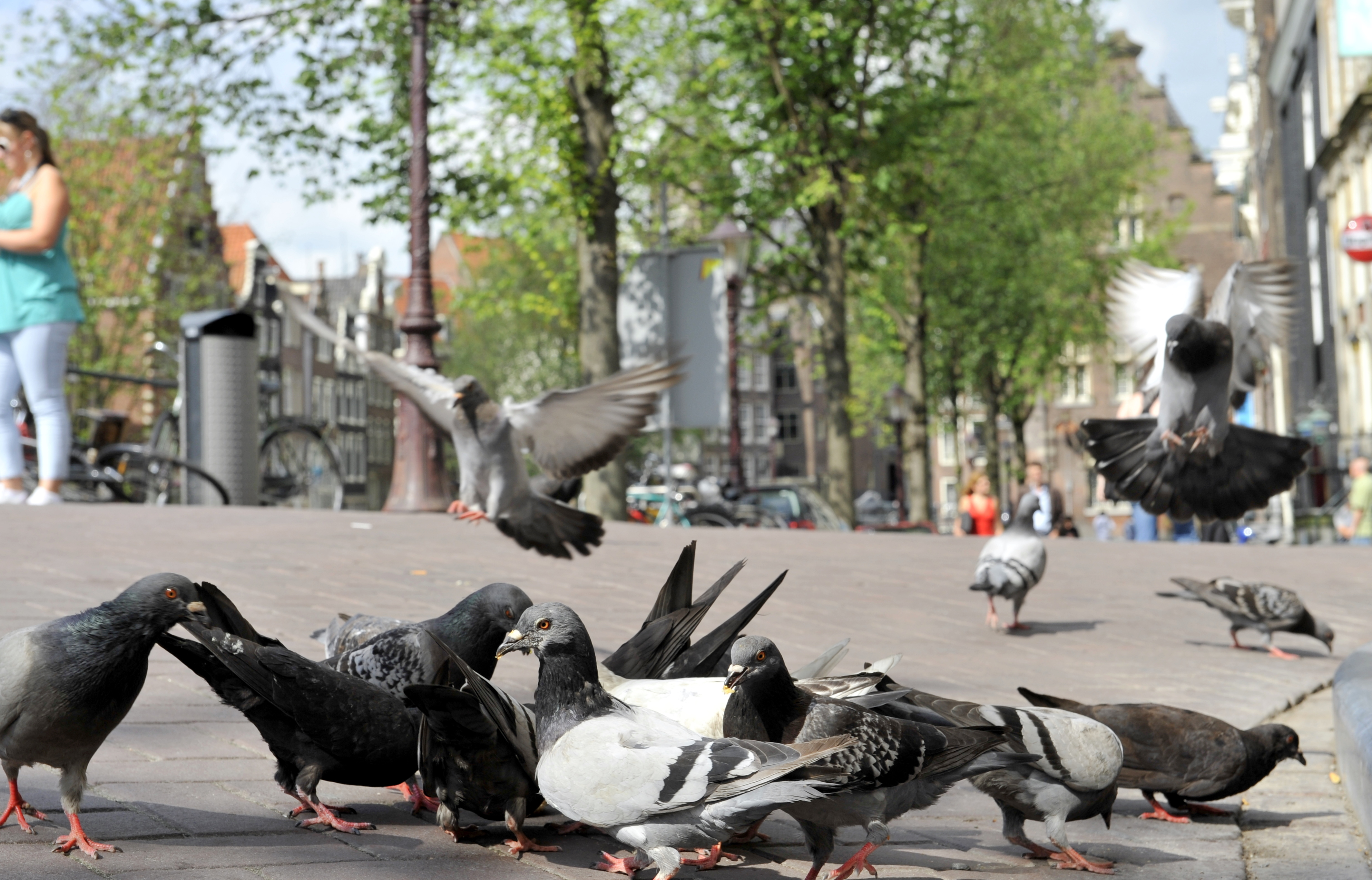
Een willekeurige vrijdag in de rosse buurt (juli 2009).

Het Amsterdamse rapport Kwetsbaar beroep uit 2010 telde in Amsterdam op jaarbasis 5.000 à 7.700 prostituees (45 straatprostituee, 820 in club of privé-huis, 1.300 escort, 2.000 thuisprostituee, 1.000 à 3.400 raamprostituee), en verzon of verdraaide 'conclusies' van het 'Sneep'-rapport uit 2008 die niet, of anders, in het 'Sneep'-rapport staan:
- "Twee derde van de prostituees is gedwongen tot prostitutie",[96] waar het 'Sneep'-rapport alleen stelt, dat de recherche 78 prostituees heeft opgespoord "als vermoedelijk slachtoffer" van mensenhandel;[97]
- "de respondenten schatten het percentage vrouwen dat wordt gedwongen tussen de 50 en 90",[98] waar het 'Sneep'-rapport stelt, dat zes van hun politiemensen schatten dat 50 tot 85% "van de prostituees onder dwang werkt", en evenveel politiemensen dit niet onderschrijven.[99]

Sinds 8 februari 2011 lag een (concept) ontwerp bestemmingsplan Herbestemmen Raambordelen Binnenstad ter inspraak en besluitvorming. Het plan herhaalt de verzinsels uit het beleidsplan van juli 2009: criminogeen, criminele infrastructuur, (georganiseerde) criminaliteit, misstanden, kwalitatief laagwaardig, overlast, verloedering, aantasting leefklimaat, en spreekt al even niet-onderbouwd over 'economisch laagwaardig', 'aantasting vestigingsklimaat' en 'overdadige bordelen'.
52 raamprostitutiepanden in het Wallengebied, en 10 panden in het Singelgebied, (samen 192 ramen), wil dit plan "herbestemmen" waarna ca. 293 ramen zouden overblijven.  30 van die 62 panden waren in 2011 met dat doel reeds aangekocht door (onder andere) NV Stadsgoed en woningcorporaties de Key en Ymere. Verwacht werd dat de stadsdeelraad in voorjaar 2012 het bestemmingsplan zou vaststellen.

## Sinds 2013
In 2018 constateerde de Amsterdamse Rekenkamer dat het Wallenproject van de overheid niet gelukt was. Ondanks de sluiting van 112 ramen en 48 coffeeshops konden de krachten van de markt, aangejaagd door de toegenomen bezoekersstromen en het toerisme, niet worden bedwongen.
In de jaren na 2013 is de ordehandhaving in het gebied een zorgenkind geworden van de gemeente. Door het sterk gegroeide toerisme is de drukte, vooral in de avonduren, sterk toegenomen. Mede om overlast door de drommen toeristen te beperken werd in maart 2019 afgekondigd dat rondleidingen er met ingang van 2020 niet meer zijn toegestaan. In juli 2019 kondigde burgemeester Femke Halsema een nieuwe aanpak aan om de uitwassen van de drukte, de overlast en de mensenhandel onder controle te krijgen.

## Toekomstig erotisch centrum
De gemeente heeft plannen voor een nieuw gebouw met daarin een erotisch centrum. Dit zou een deel van de raamprostitutie in het Wallengebied kunnen gaan vervangen. Op 18 december 2023 maakte burgemeester Halsema bekend dat er voorkeur is voor een locatie aan de Europaboulevard, tussen station Amsterdam RAI, de A10-zuid en het Amstelpark.